# Crosskeya nigrotibialis
Crosskeya nigrotibialis är en tvåvingeart som beskrevs av Hiroshi Shima och Chao 1988. Crosskeya nigrotibialis ingår i släktet Crosskeya och familjen parasitflugor. Inga underarter finns listade i Catalogue of Life.